# Barcos em Mar Tormentoso (van de Velde)

Barcos em Mar Tormentoso (Ships in a Stormy Sea) é uma pintura a óleo sobre tela do pintor holandês Willem van de Velde II de c. 1672 e que se encontra actualmente no Toledo Museum of Art, da cidade de Toledo, (Ohio), EUA.
Van de Velde foi tão exímio a descrever a violência da tempestade que a força do vento e o bater das ondas são quase palpáveis. O sol acaba de furar pelas escuras e ameaçadoras nuvens e faz brilhar a vela do pequeno navio em primeiro plano.

## Descrição
A emoção e o perigo das viagens marítimas no século XVII é expressivamente representada neste grande tela. Willem van de Velde II, filho de um proeminente pintor de cenas de batalha naval, foi ele próprio um marinheiro experiente, e as suas pinturas eram apreciadas pelas suas representações realistas de embarcações e do velejar. Em Navios em Mar Tormentoso , ele descreveu com precisão diferentes tipos de navios e de manobras de vela. O navio destacado em primeiro plano, por exemplo, é um kaag, um pequeno navio de pesca e de transporte, mostrado a navegar à bolina na forte brisa - uma das manobras de vela mais difíceis, em que a embarcação navega contra o vento o mais de frente possível evitando que as velas desenfunem inutilmente. As nuvens parecem estar a mover-se rapidamente, empurradas pelo vento que também está a agitar o mar. A luz solar surge através das nuvens; toda a natureza parece carregada com uma sensação de movimento e mudança. Van de Velde capturou tanto o poder do vento e das ondas como a reconfortante perícia dos marinheiros.

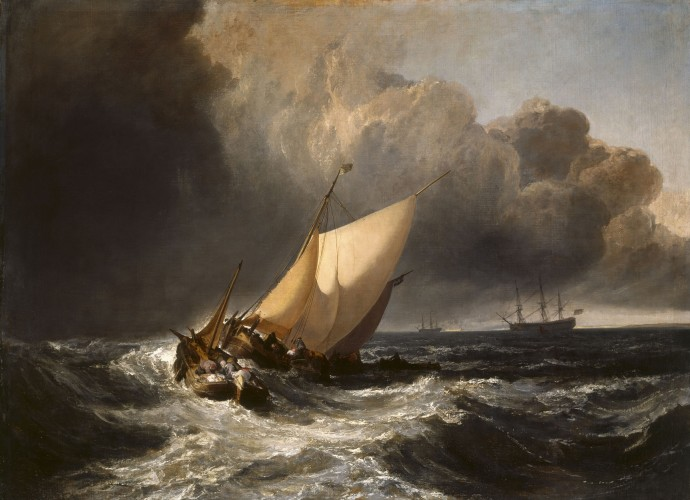
Barcos Holandeses com Ventania (Dutch Boats in a Gale ou The Bridgewater Sea Piece, 1802), de J.M.W.Turner, 162.5 × 221 cm, na National Gallery (Londres), por empréstimo de Coleção Particular

## Contexto
A emergente República Holandesa tinha uma relação estreita e ambivalente com o mar. Por um lado, o seu território tinha de ser constantemente conquistado e protegido dos avanços do mar por meio da construção de diques; por outro, o comércio marítimo com o Extremo Oriente, a pesca e a caça de baleias, e as atividades da então dominante frota naval holandesa eram essenciais para a economia e o poder dos Países Baixos. Assim, não é de admirar que os holandeses tenham inventado as paisagens marinhas para salientar uma parte integrante das suas vidas e da sua prosperidade.

## A obra "gémea" de Turner
Em 1802, o Duque de Bridgewater encomendou a J. M. W. Turner a obra conhecida por Barcos holandeses com Ventania (Dutch Boats in a Gale) (imagem ao lado) para ser exposta junto da obra de Willem van de Velde II que já lhe pertencia.
Turner estudou a pintura de van de Velde cuidadosamente, como se pode ver pelos estudos que fez na altura, e esta sua obra tinha tantas semelhanças com a de van de Velde que Constable uma vez afirmou que conhecia a pintura de van de Velde em que Turner se tinha baseado. O interesse de Turner na obra de Van de Velde é corroborado ainda por uma história contada na primeira biografia de Turner por Walter Thornbury. Conta-se que apreciando gravuras de algumas obras de arte com um amigo, Turner pegou numa relativa a Van de Velde acerca de um barco isolado velejando contra o vento e suportando corajosamente as ondas e disse: “Isto fez de mim um pintor”.

## Imagens de kaags

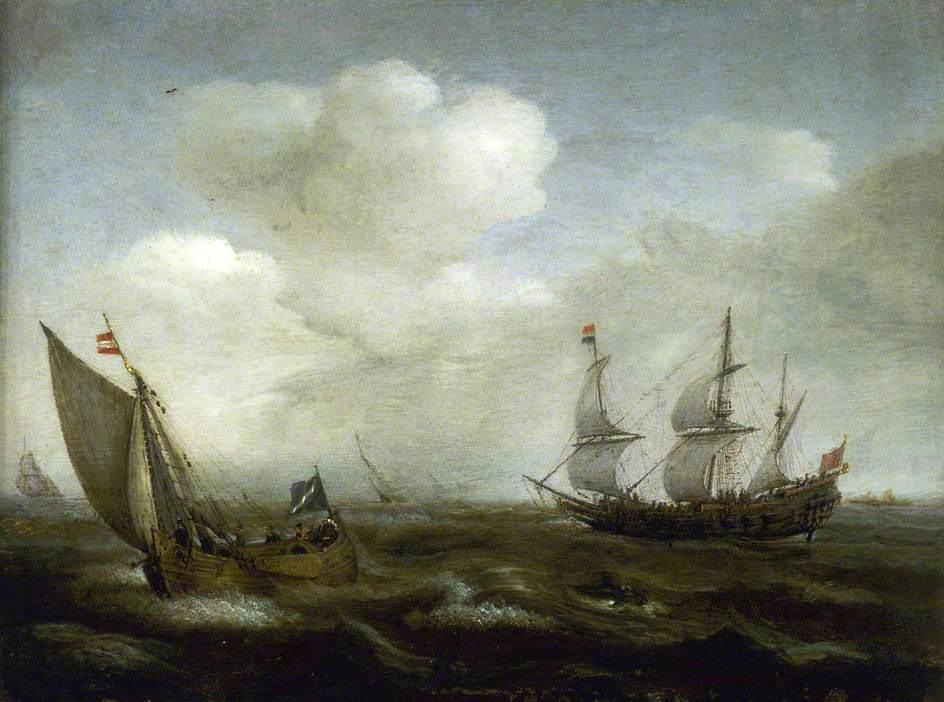
Um kaag e um navio holandês com vento forte (1630), pintura a óleo de Hendrick Cornelisz Vroom
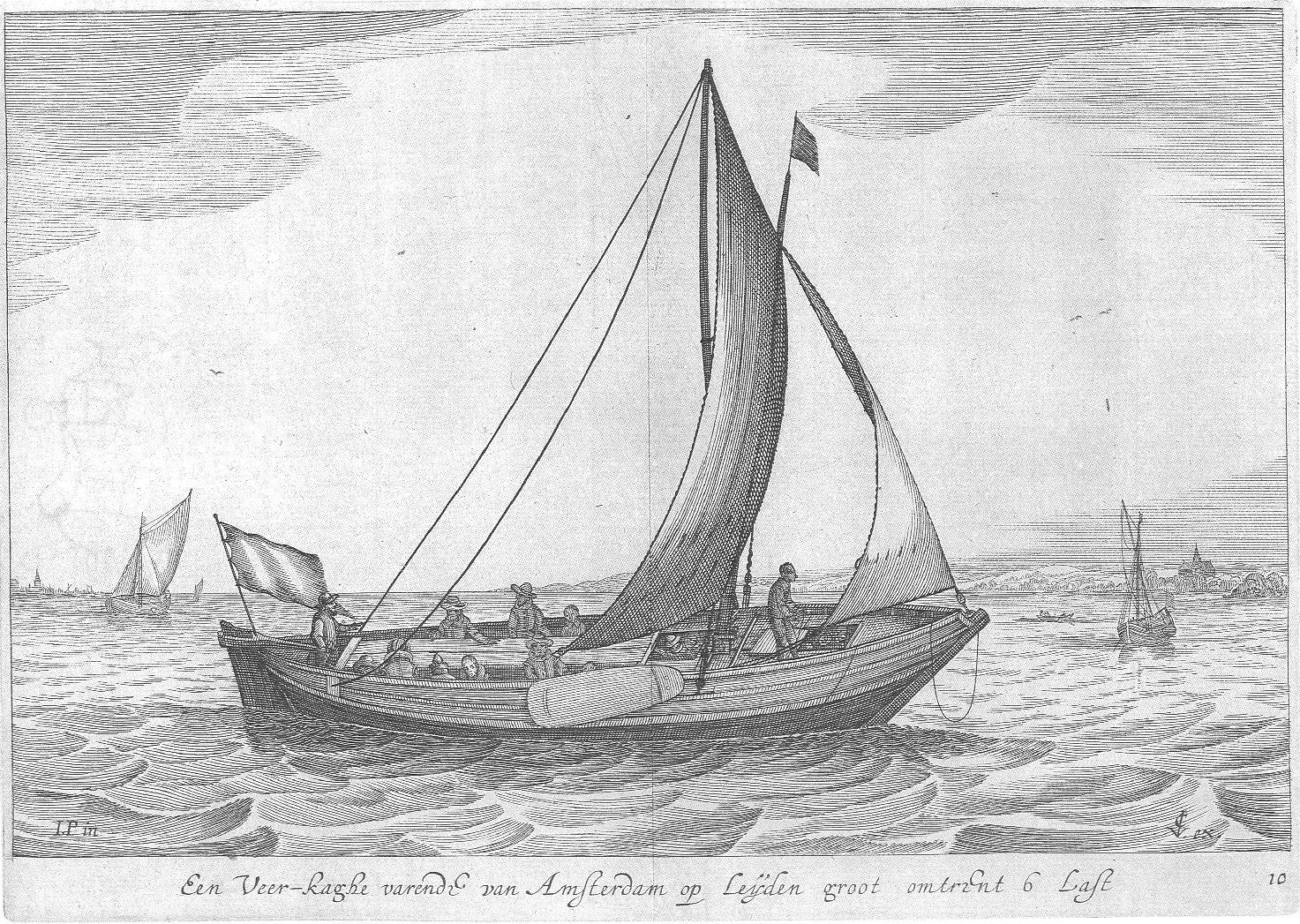
Um kaag entre Amsterdão e Leiden (1627), desenho de Jan Porcellis
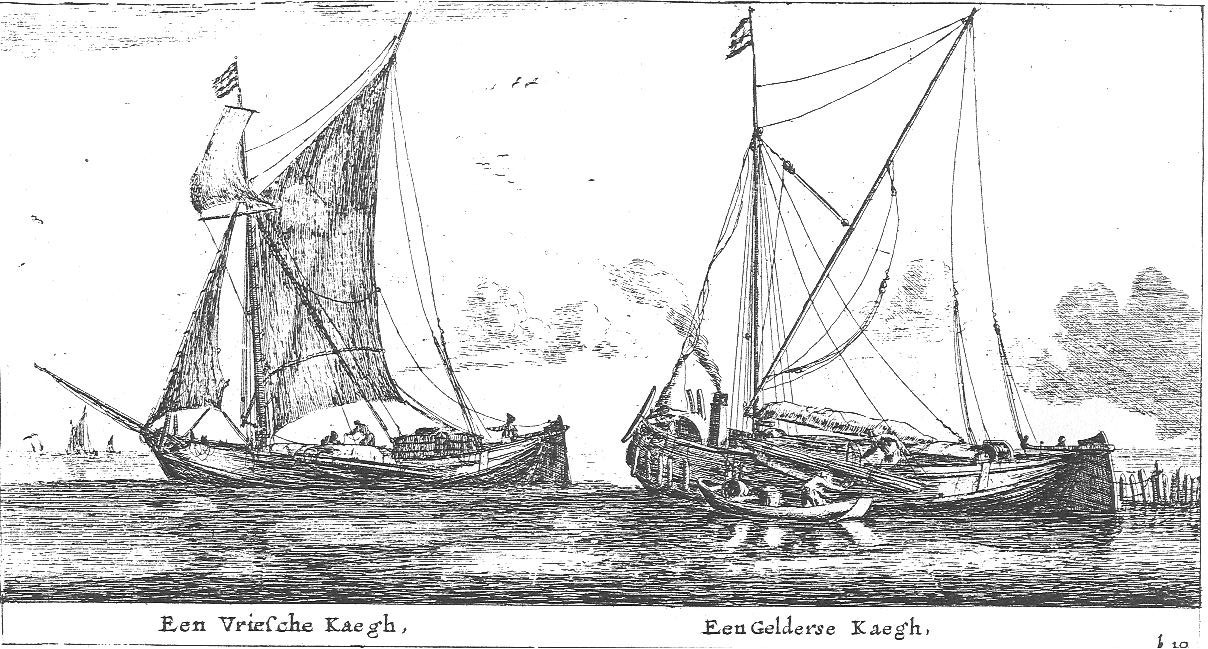
Um Kaag da Frísia e um da Guéldria, desenho de Reinier Nooms